# Дорошенко Олег Вікторович
Оле́г Ві́кторович Дороше́нко (нар. 19 травня 1971 — 8 червня 2015) — молодший сержант Збройних сил України. Учасник російсько-української війни.

## Життєпис
За станом здоров'я міг не йти на фронт — хворів, переніс операції. Коли ж прийшла повістка, не відмовився. Мобілізований 18 березня 2015 року; начальник радіостанції інженерно-саперної роти групи інженерного забезпечення, 28-ма окрема механізована бригада. При перебуванні у зоні бойових дій кілька тижнів не виходив на зв'язок — були на виконанні завдання, потрапили під обстріл.
8 червня 2015-го загинув поблизу міста Красногорівка — військовий автомобіль наїхав на протитанкову міну та вибухнув — ГАЗ-53 перевозив набої на позиції українських військ. Тоді ж загинули сержант Олексій Герега, старший солдат Сергій Бедрій, солдати Олексій Бобкін, Сергій Керницький, Олександр Мостіпан, Максим Чорнокнижний.
Після здійснення упізнання Олега поховали 15 серпня 2015-го на Берковецькому кладовищі.
Лишились мама, дружина Сніжана та двоє неповнолітніх дітей 2000 р.н. — Федір й Максим, сестра.

## Нагороди та вшанування
- Указом Президента України 37/2016 від 4 лютого 2016 року — орденом «За мужність» III ступеня (посмертно)[1].